# Tragus racemosus
Tragus racemosus là một loài thực vật có hoa trong họ Hòa thảo. Loài này được (L.) All. miêu tả khoa học đầu tiên năm 1785.

## Hình ảnh

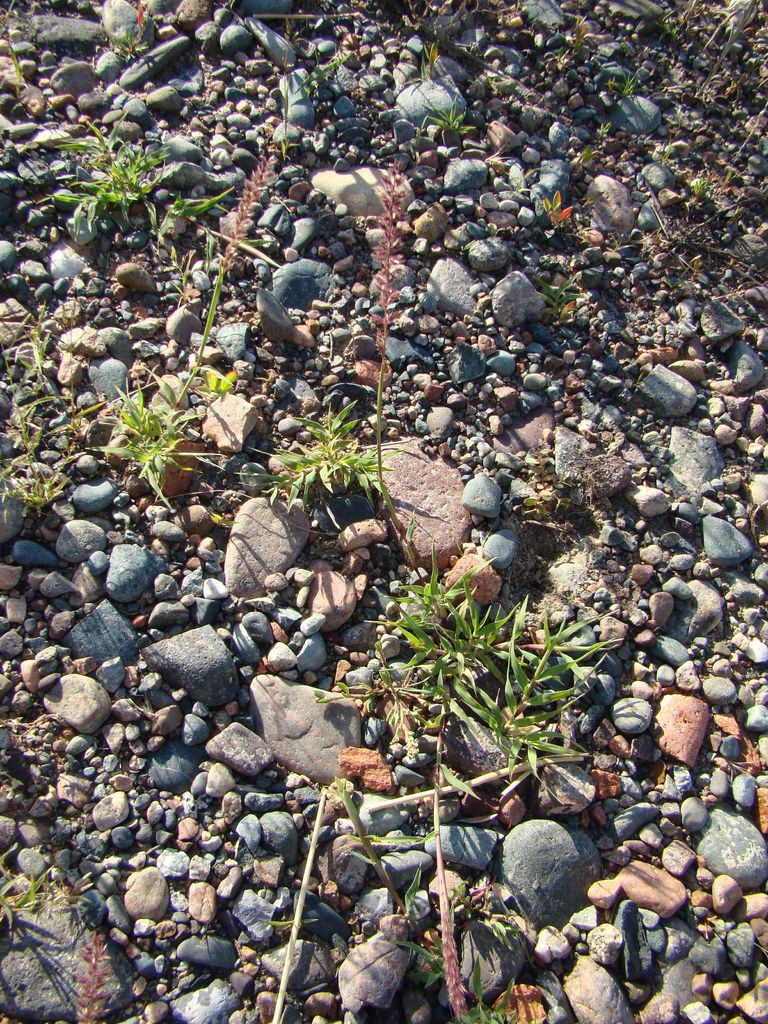
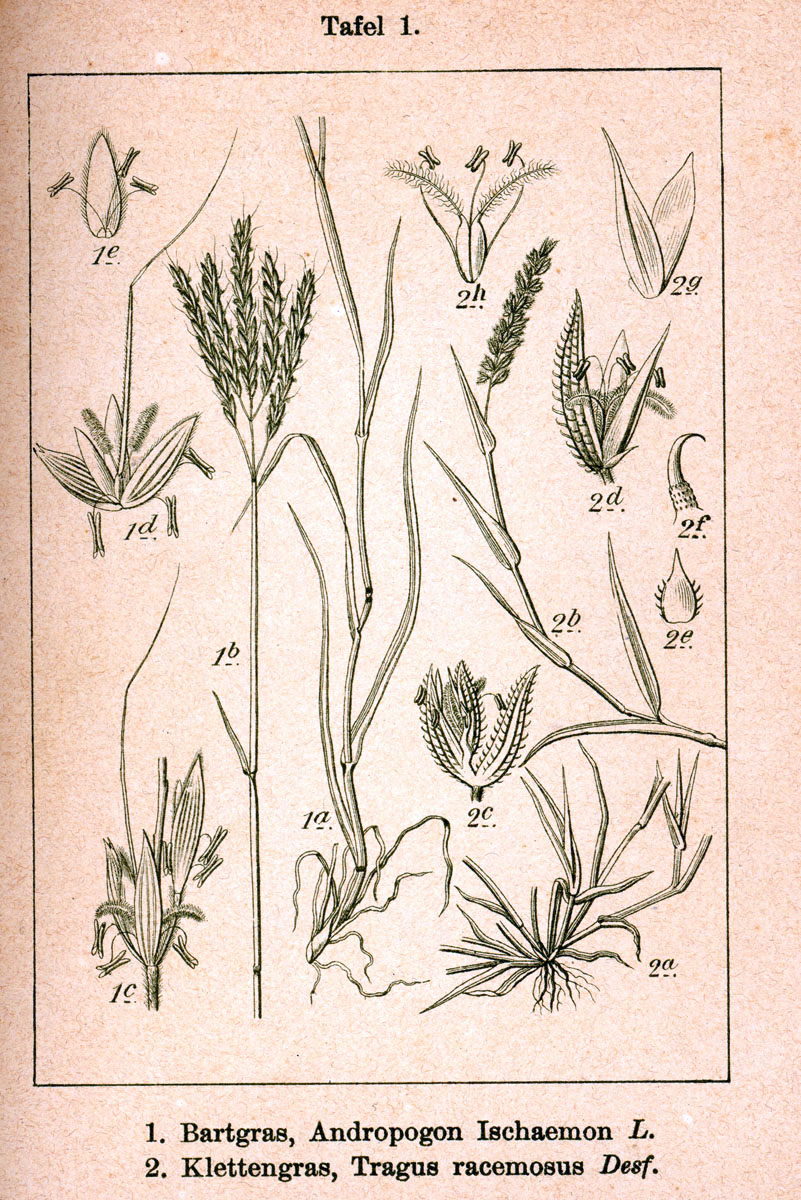